# Перша мандрівна капела Дніпросоюзу
Перша мандрівна капела Дніпросоюзу — українська хорова капела, створена 1919 року Дніпросоюзом для популяризації української пісні. Диригент — Нестор Городовенко.
Головним адміністратором був один із засновників хору — кооператор, уповноважений «Дніпросоюзу» Гнат Яструбецький. Літописцем туру був письменник Степан Васильченко.

## Загальні відомості
На меценатські кошти Дніпросоюзу в березні 1919 року під керівництвом Полікарпа Бігдаша-Богдашева було створено пісенний колектив.
За спогадами співачки Маріоніли Підласової, Дніпросоюз мав свій великий хор і в першу чергу брав на роботу людей з гарними голосами. Хор спочатку виступав у Києві, пізніше він був поповнений хористами-професіоналами, і його назвали «Мандрівна капела Дніпросоюзу». До лютого 1920 року «професіоналізацію» хору було в цілому завершено, і він називався у документах «художньою хоровою капелою».
Влітку 1920 року «Перша мандрівна капела Дніпросоюзу» вже працювала під керівництвом досвідченого хормейстера Нестора Городовенка. 7 липня 1920 року, відвідавши кілька співанок капели, ображений Бігдаш-Богдашев взяв відпустку і виїхав у Росію.
Капела з великим успіхом здійснила гастрольне турне Лівобережною Україною, побувавши у Лубнах, Ромодані, Миргороді, Полтаві, Харкові, Кобеляках, Кременчуці, Лохвиці, Ромнах, селах Полтавщини й Слобожанщини. На прохання місцевих священиків капела співала на кліросах православних храмів. Всього було дано 31 концерт.
На організацію гастролей Дніпросоюз виділив 2 950 000 крб., видавництво спілки підготувало рекламний матеріал, афіші, квитки, контрамарки. В дорогу колективу було видано найнеобхідніше: харчі, посуд, побутові речі. Для хористів було пошито спеціальний одяг з мішковини та бязі: чоловікам — темно-синього кольору, жінкам — білого, диригенту — чорного.
Заключний виступ капели відбувся 28 серпня 1920 року в Ромнах і пройшов з великим успіхом.
Всі свої враження про поїздку письменник Степан Васильченко відбивав у щоденнику «З піснею крізь вогонь і води».
Восени частина хористів перейшла до Другої мандрівної капели Дніпросоюзу під диригуваннмя Кирила Стеценка, яка мандрувала Правобережною і Південною Україною.
На базі Першої та Другої капел був створений новий колектив, що 15 листопада 1920 року увійшов до системи державних закладів мистецтва, якими керувала Київська губернська політосвіта. Навесні 1921 року хор був реорганізований у капелу під назвою Державна українська мандрівна капела Думка.

## Склад капели
До складу капели увійшли 44 кращих хорових співаків Києва, частина хористів капели Полікарпа Бігдаша-Богдашева, співаки Київського оперного театру, Київського театру музичної драми, хору ім. М. В. Лисенка, студентського хору Київського університету.

## Репертуар
Репертуар капели складався з понад 30 пісень: народних, художніх обробок творів українських композиторів. Звучали пісні в обробці Миколи Лисенка, Миколи Леонтовича, Кирила Стеценка. Публіці подобались такі пісні як «Ой, сяду я в понеділок», «Ой, гай, мати», «На горі сніжок курить…» та ін.